# 布勢全継
布勢 全継（ふせ の またつぐ、生没年不詳）は、平安時代初期の貴族。名は全嗣とも記される。姓は朝臣。官位は従五位上・左近衛少将。

## 経歴
嵯峨朝の弘仁3年（812年）正月に正七位上から五階昇進して従五位下に叙爵し、左衛門佐に任官する。同年12月に左近衛少将に転じる。その後、左近衛少将を務める傍らで、弘仁4年（813年）伊予介、弘仁6年（815年）権左少弁を兼帯し、弘仁8年（817年）従五位上に至る。

## 官歴
『日本後紀』による。
- 時期不詳：正七位上
- 弘仁3年（812年） 正月7日：従五位下。正月12日：左衛門佐。12月5日：左近衛少将
- 弘仁4年（813年） 正月10日：兼伊予介
- 弘仁6年（815年） 3月13日：兼権左少弁、伊予介如故
- 弘仁8年（817年） 4月1日：従五位上